# Santa Matilde
Santa Matilde är en ort i Mexiko.   Den ligger i kommunen Pitiquito och delstaten Sonora, i den nordvästra delen av landet, 1 800 km nordväst om huvudstaden Mexico City. Santa Matilde ligger 364 meter över havet och antalet invånare är 159.
Terrängen runt Santa Matilde är platt åt nordost, men åt sydväst är den kuperad.  Trakten runt Santa Matilde är nära nog obefolkad, med mindre än två invånare per kvadratkilometer. Närmaste större samhälle är Altar, 11,1 km nordost om Santa Matilde. Omgivningarna runt Santa Matilde är i huvudsak ett öppet busklandskap.